# スルフォロブス目
スルフォロブス目（-もく、Sulfolobales。サルフォロバス目）は、テルモプロテウス綱に属すクレン古細菌の目である。
温泉や熱水泉、鉱山などの陸上熱水系から分離される好熱好酸菌の一つ。強酸高熱の環境に特に適応しており、生育に適するのはpH1-5、50-90°Cの極限的な環境である。中にはpH0.35(A. sulfidivorans)や96°C(A. infernus)で増殖できるものもいる。分布が広く大抵の陸上酸性熱水泉に存在しているが、海洋から分離されることはほとんどない。ほとんどの種が偏性/通性好気性菌である。
好熱好酸性に加え、すべての種が硫黄を何らかの形で利用する。代表的な属であるSulfolobusは硫黄がなくても従属栄養的に増殖できるが、自然界では無機硫黄を酸化してCO2を固定する硫黄酸化菌としてふるまっていると思われる。Acidianusも同様の代謝を行うが、こちらは水素と硫黄の存在下嫌気性菌としても生育することができる。
形態は1-3μm程度の不定型の球菌で、頻繁に丸い突出部を形成する。グラム陰性でS層と呼ばれる細胞壁を持ち、細胞膜はテトラエーテル脂質一重膜から成る。鞭毛を有し運動性を持つ場合が多い。系統的にはデスルフロコックス目とアキディロブス目を合わせたクレードの姉妹群になると考えられている。

## 下位分類

### スルフォロブス科/Sulfolobaceae
スルフォロブス属/Sulfolobus
- 偏性好気性。S. acidocaldariusなど3種。

アキディアヌス属/Acidianus
- 通性嫌気性。A. infernusなど4種。

メタッロスパエラ属/Metallosphaera
- 偏性好気性。M. sedulaなど5種。

スティギオロブス属/Stygiolobus
- 偏性嫌気性。S. azoricusの1種。

スルフォディイコックス属/Sulfodiicoccus
- 偏性好気性。S. acidiphilus1種。

スルフリスパエラ属/Sulfurisphaera
- 通性嫌気性。S. ohwakuensisなど2種。

スルフロコックス属/Sulfurococcus
- 偏性好気性。S. mirabilisなど2種。